# Epinephelus morio
Pour les articles homonymes, voir Morio (homonymie).
Espèce
Statut de conservation UICN

 VU  : Vulnérable
Le Mérou nègre (Epinephelus morio) est un poisson marin appartenant à la famille des Serranidae. Il s'agit d'une des cinq espèces connues sous le nom de Mérou rouge.